# Protonodosariidae
Protonodosariidae es una familia de foraminíferos bentónicos cuyos taxones han sido tradicionalmente incluidos en la familia Ichthyolariidae, de la superfamilia Robuloidoidea, del suborden Lagenina y del orden Lagenida. Su rango cronoestratigráfico abarca desde el Pennsylvaniense superior (Carbonífero superior) hasta el Triásico.

## Clasificación
Protonodosariidae incluye a las siguientes subfamilias y géneros:
- Subfamilia Protonodosariinae
  - Nestellorella †, también considerado en familia Ichthyolariidae.
  - Nodosinelloides †, también considerado en familia Ichthyolariidae.
  - Protonodosaria †, también considerado en familia Ichthyolariidae.
  - Polarisella †, también considerado en familia Ichthyolariidae.
- Subfamilia Langellinae
  - Langella †, también considerado en familia Ichthyolariidae.
  - Padangia †, también considerado en familia Ichthyolariidae.
  - Pseudolangella †, también considerado en familia Ichthyolariidae.

Otro género considerado en Protonodosariidae es:
- Tauridia † de la subfamilia Protonodosariinae, también considerado un sinónimo posterior de Baculogypsina de la familia Calcarinidae.